# Sant Patllari
Sant Patllari és una muntanya de 646 metres que es troba al municipi de Porqueres, a la comarca del Pla de l'Estany. Al cim podem trobar-hi un vèrtex geodèsic (referència 302091001) i l'Ermita de Sant Patllari. Ermita documentada des del principi del segle xiv formada per una sola nau capçada a l'est per un absis semicircular. Aquest cim està inclòs al llistat dels 100 cims de la FEEC.